# رامبوکپیتیا
رامبوکپیتیا (به لاتین: Rambukpitiya) یک منطقهٔ مسکونی در سری‌لانکا است که در استان مرکزی (سری‌لانکا) واقع شده‌است.